# Tenshō Shūbun

Un sabio leyendo en una ermita en un bosque de Bambú (1446)

Tenshō Shūbun (周文) (fallecido ca. 1463) fue un monje zen japonés y un pintor del Periodo Muromachi. Nació a finales del siglo XIV en la Provincia de Ōmi y se convirtió en un pintor profesional alrededor de 1403, cuando viajó a Corea. Regresó a Japón en 1404 y se estableció en Kioto, por entonces la capital del imperio. Llegó a ser director de los pintores de la corte, fundada por el clan Ashikaga. Tras alcanzar esta posición, Shūbun usó su poder para promocionar la pintura a tinta monocroma (o sumi-e). 
Durante toda su vida, Shūbun fue asociado con el famoso templo budista zen Shōkoku-ji. Al inicio de su carrera, estudió pintura con el maestro Josetsu. Bajo la influencia de Josetsu, Shūbun comenzó a estudiar a los maestros de la Dinastía Song como Xia Gui y Guo Xi, superando a su maestro en el juego de tonalidades alcanzada por la tinta china aguada e introduciendo cierto sentido de la perspectiva. Por ello el estilo de Shūbun significó un paso intermedio entre la primitiva pintura japonesa que imitaban a los maestros chinos, y los artistas posteriores, que desarrollaron un estilo nacional. En la década de 1440 enseñó al joven Sesshū Tōyō, quien se convirtió en su mejor discípulo y uno de los artistas más destacados de su tiempo. Otro alumno importante pudo haber sido Kanō Masanobu, quien sucedió a Shūbun como jefe de pintores del shogunato Ashikaga, y también fundó la Escuela Kanō de pintura.

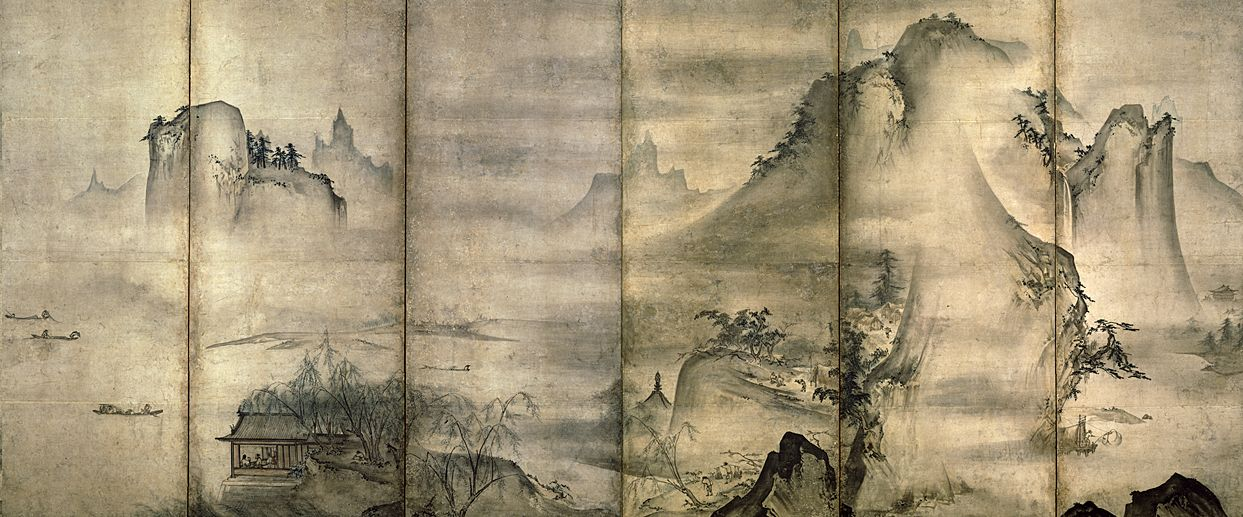
Paisaje de las Cuatro estaciones de la colección del Museo Nacional de Tokio, atribuido a Shūbun

La obra más conocida de Shūbun, designada como un Tesoro Nacional de Japón, se titula Un sabio leyendo en una ermita en un bosque de Bambú, conservada ahora en el Museo Nacional de Tokio. A imitación de los modelos chinos, el cuadro busca que el espectador asuma la miranda contemplativa del sabio en su fusión con la naturaleza. Las masas y perfiles difuminados recrean el espacio brumoso y vacío de los maestros zen de la Dinastía Song.
Este museo alberga también unas pocas obras atribuidas a Shūbun, entre las que destaca un largo rollo (Paisaje de las Cuatro estaciones) y, sobre todo, el retrato de los monjes Hanshan y Shide, cuya expresividad nos recuerda a algunos de Los Caprichos de Francisco de Goya. Dos rollos más sobre el tema de las Cuatro Estaciones se hallan en la Colección de la Fundación Seikado. Como muchos artistas japoneses y chinos de estos periodos, existen muchas obras atribuidas Shūbun, pero tan sólo unas pocas son de autoría probada.